# Dave de Jong
Dave de Jong (* 26. April 1975 in Rotterdam) ist ein ehemaliger niederländischer Fußballspieler und derzeitiger -trainer. Er spielte auf der Position des Innenverteidigers sowie im defensiven Mittelfeld.
Seine Karriere begann Dave de Jong in den Jugendmannschaften von Cambuur Leeuwarden, FC Zwolle, CSV Zwolle und TOP Oss, ehe er 1997 bei Willem II Tilburg in der niederländischen Ehrendivision spielte. Weitere Vereine waren De Graafschap, NAC Breda, KV Mechelen, Dalian Shide und der VfL Osnabrück. Im Jahr 2007 wechselte er in den niederländischen Amateurfußball. Im Jahr 2011 beendete er seine aktive Laufbahn. Anschließend arbeitete er als Trainer im Amateurbereich.
Bundesweites Aufsehen erregte Dave de Jong, als er im DFB-Pokal-Spiel des VfL Osnabrück gegen die SpVgg Greuther Fürth am 21. August 2005 den 2:2-Ausgleich erzielte. Dabei traf er den Ball mit dem rechten Fuß links hinter dem Standbein, ein sogenanntes Rabona-Tor.
Dave de Jong ist der Sohn von Nationalspieler Theo de Jong.